# Parahygrobiidae
Parahygrobiidae zijn een uitgestorven familie van kevers. De familie is voor het eerst wetenschappelijk beschreven in 1977 door Ponomarenko.

## Taxonomie
De familie is als volgt onderverdeeld:
- Geslacht Parahygrobia Ponomarenko, 1977  †